# WTC Cortlandt
WTC Cortlandt, in origine Cortlandt Street, è una fermata della metropolitana di New York situata sulla linea IRT Broadway-Seventh Avenue. Nel 2019 è stata utilizzata da 4 232 521 passeggeri. È servita sempre dalla linea 1.

## Storia
La stazione fu aperta il 1º luglio 1918 come parte del prolungamento della linea IRT Broadway-Seventh Avenue compreso tra le stazioni di 34th Street-Penn Station e South Ferry. L'11 settembre 2001, in seguito al crollo del World Trade Center, la stazione subì pesanti danni poiché posizionata proprio sotto il sito del World Trade Center. Dopo lunghi lavori di ricostruzione, è stata riaperta al pubblico l'8 settembre 2018 con il nuovo nome WTC Cortlandt.

## Strutture e impianti
La stazione è posta al di sotto di Greenwich Street, ha due banchine laterali e due binari. È dotata di due scale che portano direttamente al piano stradale, nei pressi del National September 11 Memorial, e di quattro ingressi all'interno del World Trade Center Transportation Hub. Un ascensore all'incrocio con Vesey Street rende la stazione accessibile alle persone con disabilità motoria.

## Interscambi
La stazione interscambia con la metropolitana regionale Port Authority Trans-Hudson (PATH).
- Stazione metropolitana (World Trade Center, PATH)